# Q (canal de televisão britânico)
Q foi um canal de música do Reino Unido baseado na revista Q (revista), lançado em 2 de Outubro de 2000. Ele era operado pela Box Television, e especializado em rock indie e alternativo.
O canal tem uma grande variedade de música, predominantemente bandas como Snow Patrol, Coldplay e Stereophonics.

## Fechamento
Em 3 de julho de 2012, o Q foi substítuido pelo Heat TV, um canal sobre notícias das celebridades e do mundo da música.